# Словесность
Словесность — в широком смысле это совокупность всех произведений человеческого творчества, выраженных словами. Включает в себя не только литературу («изящная словесность»), но и прочие виды, например, устные произведения (фольклор), письма, дневники.
Если используется как термин, значение рекомендуется искать непосредственно в тексте, где употреблено, так как полностью общепринятого значения в настоящее время не существует.
Также устаревшее название филологических наук.